# Trampa de petroli
Una  trampa petroliera  o  trampa de petroli  és una estructura geològica que fa possible l'acumulació i concentració del petroli, mantenint atrapat i sense possibilitat d'escapar dels porus d'una roca permeable subterrània. El petroli així acumulat constitueix un jaciment petrolífer i la roca porosa que el conté s'anomena roca magatzem.

Migració dels hidrocarburs a través dels porus.

 El petroli es compon d'un conjunt de nombroses substàncies líquides diferents, els hidrocarburs, que són menys densos que l'aigua, pel que tendeixen a surar-hi. Això produeix un moviment de migració del petroli des del moment que es forma, a partir de restes de plàncton, cap a la superfície del sòl, viatjant a través dels porus de roques permeables. Una vegada que aflora a la superfície, formant l'anomenada font o deu de petroli, va desapareixent amb els anys, ja que els volàtils s'escapen a l'atmosfera i la resta d'hidrocarburs van sent degradats per microorganismes que s'alimenten d'ells, passant d'aquí la resta de la cadena tròfica de l'ecosistema.
Els detalls estructurals i gènesi dels jaciments petrolífers ha estat una de les branques de la geologia més estudiada i de la qual es tenen més dades, a causa de l'enorme importància que ha tingut per a la humanitat la recerca i extracció d'aquest recurs natural.

## Jaciments primaris i secundaris

Jaciment primari.

El jaciment de petroli pot ser primari, quan es troba en la mateixa roca en la qual s'ha format, o bé ser un jaciment secundari, quan es va formar en un lloc llunyà i ha anat fluint fins al lloc on jeu ara, moviment amb el que van canviar algunes de les seves propietats.
El normal en un jaciment primari és trobar la següent disposició: una capa superior d'argila impermeable, per sota d'ella una capa de sorra impregnades de gas natural (hidrocarburs gasosos), per sota sorres impregnades de petroli (hidrocarburs líquids) i, finalment, una capa més baixa de sorres impregnades d'aigua salada. Amb aquesta col·locació, l'estrat impermeable superior atrapa el petroli en el mateix lloc on es va formar i no deixa que escapament, només pot separar seguint un gradient de densitat de l'aigua salada que contenia (més densa) i de l'anomenat gas natural (grup de gasos menys densos que el petroli).
Des del punt de vista econòmic, els jaciments primaris són de modesta rendibilitat, ja que la quantitat acumulada de reserva petrolífera és petita i a més el petroli no està molt concentrat, pel que la seva extracció és lenta.
En un jaciment secundari, l'arribada contínua d'hidrocarburs fins a una trampa de petroli fa que s'acumuli en una quantitat i concentració prou importants com per fer molt rendible l'extracció del cru.

## Tipus de trampa petroliera

Extracció de cru d'una trampa petroliera.

Trampa estratigràficaQuan es produeix per un augment de la permeabilitat de la roca magatzem o bé un falcament d'aquesta. En ambdós casos els hidrocarburs flueixen cap a la part superior de l'estrat.
Trampa estructuralQuan la causa és tectònica. Pot ser una falla que posi en contacte una roca impermeable amb una altra porosa, produint un esglaó on s'acumula el petroli, o més freqüentment per un plec anticlinal, que forma un recipient invertit en el qual queda atrapat el petroli en la seva lenta fugida cap a la superfície. També són trampes de tipus estructural les acumulacions de petroli que es poden produir en un dom salí.
Trampa mixtaCombinació de trampa estratigràfica i trampa estructural.

## Trampa de roques bituminoses
A vegades la concentració és tan alta que els gasos comprimeixen amb força, i sumat això a la compressió per les forces tectòniques provoca que les capes superior i inferior d'argiles o margues acabin per amarar-se de petroli malgrat la seva resistència a la permeabilitat, transformant-se en el que s'anomena roques bituminoses o esquistos bituminosos.
La mateixa resistència que ofereixen a agafar petroli la presenten a deixar escapar el petroli que contenen, de manera que aquest recurs natural no ha estat tradicionalment considerat com reserva natural de petroli per la indústria extractora de cru. L'avenç futur de la tecnologia i el previsible augment del preu del petroli conforme es vagi esgotant en el futur podria convertir en econòmicament rendible l'extracció a partir de roques bituminoses, augmentant així en gran manera les reserves mundials d'aquest important i cada vegada més escàs recurs natural.